# NGC 558
NGC 558 ist eine elliptische Galaxie vom Hubble-Typ E5 im Sternbild Walfisch südlich der Ekliptik. Sie ist rund 224 Millionen Lichtjahre von der Milchstraße entfernt und hat einen Durchmesser von etwa 25.000 Lichtjahren.

Im selben Himmelsareal befinden sich u. a. die Galaxien NGC 560, NGC 564, IC 119, IC 120.
Das Objekt wurde am 1. Februar 1864 von dem deutsch-dänischen Astronomen Heinrich Louis d’Arrest entdeckt.